# Neal Broten
Neal LaMoy Broten (Roseau, 29 november 1959) is een Amerikaans ijshockeyer. 
Tijdens de Olympische Winterspelen 1980 in eigen land won Broten samen met zijn ploeggenoten de gouden medaille. 
Broten speelde van 1980 tot en met 1997 in de NHL. Broten speelde het kwalificatietoernooi voor het wereldkampioenschap 1999.